# リチャード・オールティック
リチャード・オールティック（Richard Daniel Altick, 1915年9月19日 - 2008年2月7日）は、アメリカ合衆国の文学研究者、ヴィクトリア朝の研究で知られる。

## 人物・来歴
ペンシルベニア州ランカシャーに生まれ、1936年にフランクリン・アンド・マーシャル・カレッジを卒業。1941年に18世紀の詩人リチャード・オーウェン・ケンブリッジについての論文でペンシルベニア大学から博士号を取得する。同年からフランクリン・アンド・マーシャルで教え、45年にオハイオ州立大学に移り、82年の退職まで在任し、書誌学と文学研究法を教えた。
1970年に『ヴィクトリア朝の緋色の研究』を刊行、ヴィクトリア朝の文学と文化についての先端的な研究として広く知られ、日本訳も出された。

## 日本語訳
- 『リチャード二世におけるシェイクスピアの調和の心象』大山敏子訳、篠崎書林, 1957
- 『ヴィクトリア朝の緋色の研究』村田靖子 訳、国書刊行会「クラテール叢書」, 1988
- 『ロンドンの見世物』全3巻 小池滋監訳、浜名恵美、高山宏、村田靖子、井出弘之、森利夫訳、国書刊行会, 1989-90
- 『二つの死闘 ヴィクトリア朝のセンセーション』井出弘之訳、国書刊行会「異貌の19世紀」, 1993
- 『ヴィクトリア朝の人と思想』要田圭治、大嶋浩、田中孝信訳、音羽書房鶴見書店, 1998